# Scandinavian Metal Attack
Scandinavian Metal Attack — сборник выпущенный в 1984 году на лейбле Tyfon Grammofon.
Альбом продюсировал Борье «Босс» Форсберг. На обложке изображена: «Борьба Тора с гигантами», автор Мортен Эскиль Винге, 1872.
Повторно сборник был издан на компакт-диске в 1996 лейблом Black Mark Productions.

## Список композиций

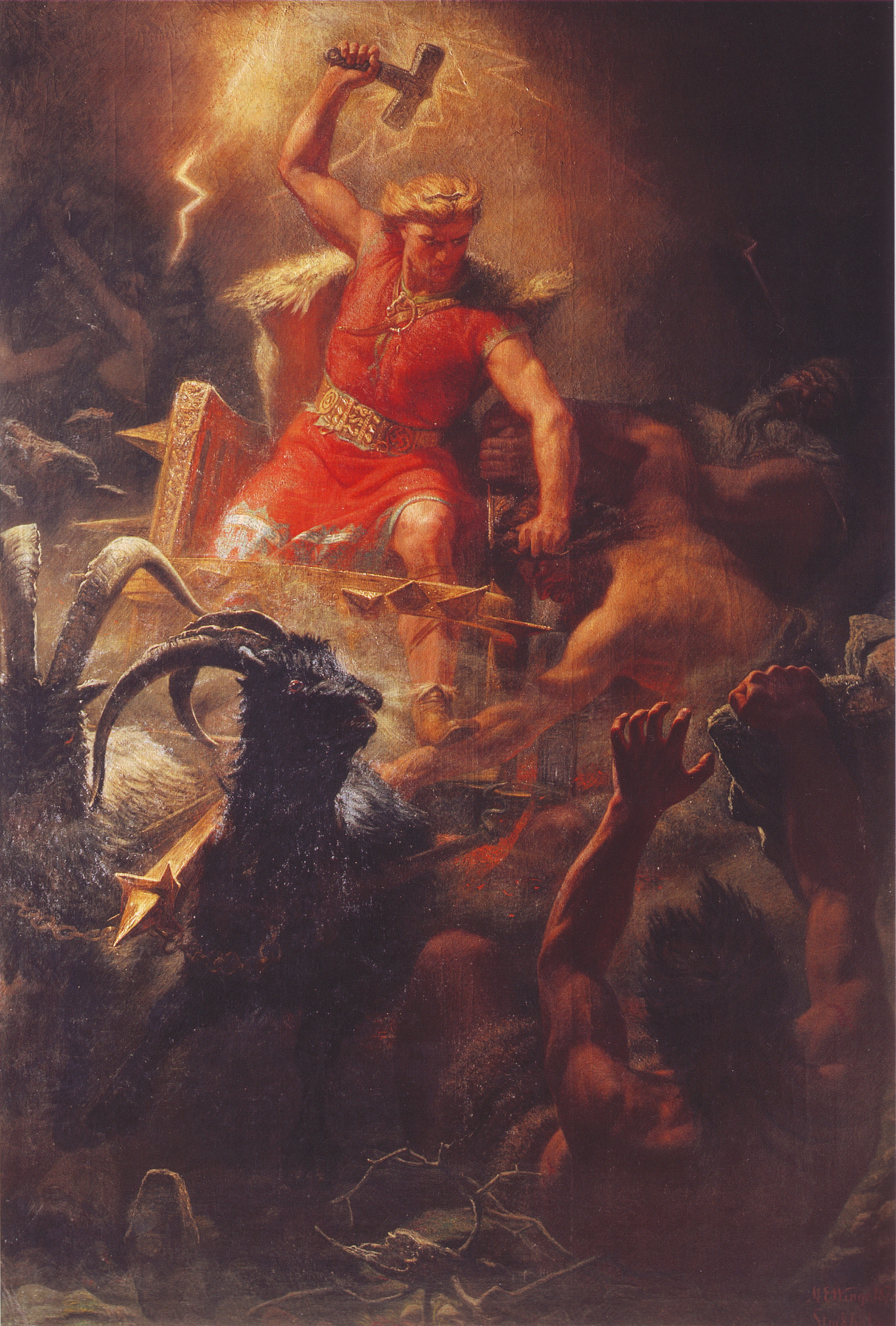
Оригинальная работа Мортена Эскиля Винге, лёгшая в основу обложки сборника

### Oz
1. Fire in the Brain 02:56
2. Search Light 03:20

### Trash
1. Watch Out 04:58
2. No More Rock Tonight 03:43

### Bathory
1. Sacrifice	04:15
2. The Return of Darkness and Evil 04:55

### Spitfire (Swe)
1. Eyes of Storm	05:29
2. Crazy Living 03:52

### Zero Nine
1. Under the Sun	03:37
2. Walk Away	03:57